# チャッツァ - ズヴァルドニ線
チャッツァ - ズヴァルドニ線（スロバキア語: Železničná trať Čadca – Zwardoń）は、スロバキア国鉄の鉄道線の名称である。路線番号は129。

## 歴史
この路線は1884年11月1日にハンガリー国営鉄道（ハンガリー語: Magyar Államvasutak, MÁV）により開通された。路線の所有権は国営鉄道にあったが、運営はカシュシャ＝オーデルベルク鉄道（ハンガリー語: Kassa-Oderbergi Vasút, Ks.Od）が担当した。
第一次世界大戦の終戦後、オーストリア＝ハンガリー帝国の解体によりこの路線は新生のチェコスロバキア国営鉄道の路線網に組み入れられた。1938年以降領土紛争がポーランドとチェコスロバキアの間に発生して、1938年にポーランドがこの路線を占有して、翌年にスロバキア共和国が占有した。この路線はポーランドの占有と第二次世界大戦の影響を受けて、終戦後にスカイリテー・セラフィノー駅まで改築された。1991年にスカイリテー・セラフィノー - ズヴァルドニ間が漸く復旧されて、1992年6月1日以降国際列車が通行した。
1993年1月1日付きにチェコスロバキアが分離されて、この路線はスロバキア国鉄により引き受けられた。2002年に電車線工事が完了した。

## 運行形態
普通が運行している。

### 普通
- リプトウスキー・ミクラーシュ - チャッツァ - スカリテー ( - ズヴァルドニ )
平日は、ジリナ方面 - スカリテー間に1時間に1本の運行。休日は、ジリナ方面 - ズヴァルドニ間に2時間に1本の運行となる。チャッツァ以西は127号線に直通する。
過去の運行形態
2021年以前は、一日6.5往復の運行で、午前中に6時間程度運行されない時間帯があった。一部はチャッツァ～スカリテーまたはセラフィノフ間の区間運転で、国境を越えてズヴァルドニまで運行される便は平日5往復、休日4往復のみであった。
2022年度に、一日8.5往復（休日7.5往復）に増発された。運行間隔は一定しておらず、午前中に4時間程度運行されない時間帯があった。
2023年度より、ほぼ2時間間隔のパターンダイヤが採用された。全列車がズヴァルドニまで延伸された一方で、平日朝の西行2本を除き127号線との直通を取りやめた。
2024年度より、平日は1時間に1本まで増発された上に、大部分がスカリテー以西の運行となった。平日・休日とも、大部分が127号線との直通を再開した。

- スカリテー - ズヴァルドニ
平日を中心に、2時間に1本の運行。休日は、上記のジリナ方面直通列車が運行する。
2024年度より、上記のチャッツァ発着便が系統分断される形で運行を開始した。

### 過去の運行形態
- 快速「レギオナルエクスプレス(REX)」
  - ヴェリカー・ラチャ号：　セラフィーノウ → チャッツァ → ジリナ → リプトウスキー・フラードク　【平日運行】
  - ヴィヒロウカ号：　セラフィーノウ → チャッツァ → ジリナ → クラリョヴァニ　【平日運行】
  - スカリテー → チャッツァ → ジリナ → リプトウスキー・ミクラーシュ　【平日運行】
2019年以前は、セラフィーノウ始発の便が、一日あたり片道1本ずつ、合計2本運行していた。チャッツァ以南は127号線に直通していた。
2020年度に、快速に格上げされた。129号線内は各駅停車のままであった。
2021年末に、スカリテー発の列車は設定され、一日3本の運行となった。
2023年度より運行していない。

### 過去の運行種別
- 特急「リーフリク(R)」
  - ロゼヴィエ号：　グディニャ - ズヴァルドニ - チャッツァ - ジリナ
2020年夏・秋に限り、一日1往復運行していた。ズヴァルドニ以北はポーランド国鉄139号線、チャッツァ以南は127号線に直通していた。チャッツァ - ズヴァルドニ間ノンストップであった。

## 駅一覧
以下では、スロバキア国鉄129号線の駅と営業キロ、停車列車、接続路線などを一覧表で示す。なお、全て各駅停車である。
| 路線名 | 駅名                           | 駅間営業キロ | 累計営業キロ | Os | 接続路線                                                  | 所在地       | 所在地       |
| ------ | ------------------------------ | ------------ | ------------ | -- | --------------------------------------------------------- | ------------ | ------------ |
| 129    | チャッツァ駅                   | -            | 0.0          | ■  | 127号線（プラハ方面、コシツェ方面） 128号線（マコウ方面） | ジリナ県     | チャッツァ郡 |
| 129    | スヴルチノヴェツ駅             | 4.4          | 4.4          | ■  |                                                           | ジリナ県     | チャッツァ郡 |
| 129    | チェルネ・プリ・チャッチ駅     | 2.6          | 7.0          | ■  |                                                           | ジリナ県     | チャッツァ郡 |
| 129    | チェルネ・プリ・チャッチ停留所 | 2.5          | 9.5          | ■  |                                                           | ジリナ県     | チャッツァ郡 |
| 129    | チェルネ・ポレシェ駅           | 1.1          | 10.6         | ■  |                                                           | ジリナ県     | チャッツァ郡 |
| 129    | スカリテー停留所               | 1.2          | 11.8         | ■  |                                                           | ジリナ県     | チャッツァ郡 |
| 129    | スカリテー駅                   | 1.7          | 13.5         | ■  |                                                           | ジリナ県     | チャッツァ郡 |
| 129    | スカリテー・ポド・ポリャノウ駅 | 2.1          | 15.6         | ■  |                                                           | ジリナ県     | チャッツァ郡 |
| 129    | スカリテー・クドロフ駅         | 1.7          | 17.3         | ■  |                                                           | ジリナ県     | チャッツァ郡 |
| 129    | スカリテー・セラフィノフ駅     | 2.3          | 19.6         | ■  |                                                           | ジリナ県     | チャッツァ郡 |
| 129    | ズヴァルドニ駅                 | 1.0          | 20.6         | ■  | ポーランド国鉄139号線（カトヴィツェ方面）                 | シロンスク県 | ジヴィエツ郡 |